# جائزة لينين للسلام
جائزة لينين الدولية لتعزيز السلام بين الشعوب (بالروسية: Международная Ленинская премия «За укрепление мира между народами») كانت جائزة سوفيتية دولية ذات أهمية معنوية تمنح سنوياً. تأسست الجائزة في سنة 1956 بعد تغيير تسمية جائزة ستالين الدولية لتعزيز السلام بين الشعوب. أعيدت تسميتها إلى جائزة لينين الدولية للسلام في ديسمبر 1989.
وفق نظام الجائزة، كانت الجائزة تمنح لمواطني الدول الأجنبية بصرف النظر عن توجهاتهم السياسية وانتماءاتهم الحزبية وعقائدهم الدينية والفروق العرقية على إنجازات متميزة في مجال الكفاح من أجل السلام بين الشعوب.
تم تكليف لجنة خاصة لمنح هذه الجوائز، وكانت هذه اللجنة تؤلف من قبل رئاسة مجلس السوفيت الأعلى وتتألف من رئيس و14 عضواً من الشخصيات الاجتماعية من الاتحاد السوفيتي وممثلي بلدان أخرى، ويحق للجنة منح حتى خمس جوائز سنوياً. كان الفائزون بالجائزة يستلمون شهادة الجائزة وميدالية ذهبية ومكافأة مالية قيمتها 25 ألف روبل.
أعطت اللجنة الجوائز عن عامي 1968، 1969 في عام 1970 بمناسبة العيد المئوي لميلاد لينين. ومن الذين فازوا بالجائزة : فيدل كاسترو، مسز راتسواري نهرو، سيكوتوري، انطوان جورج ثابت، أوستاب، كوامي نكروما، فايز أحمد فايز، بابلو بيكاسو، موديبو كيتا، جورجي ترايكوف، أحمد بن بلة، رد كويل كنت، هربرت وارنك، نيجومين في دنه، جورج بوردا، روميش شاندرا، لودفيك سفوبودا، شفيع أحمد الشيخ، خالد محي الدين وكمال جنبلاط.